# Akratitos FC
Akratitos FC é uma equipe grega de futebol com sede em Ano Liosia. Disputa a primeira divisão da Grécia (Campeonato Grego de Futebol – Primeiro Nível).
Seus jogos são mandados no Yiannis Pathiakakis Stadium, que possui capacidade para 5.000 espectadores.

## História
O Akratitos F.C. foi fundado em 1963.